# Sofroniusz (Stojczew)

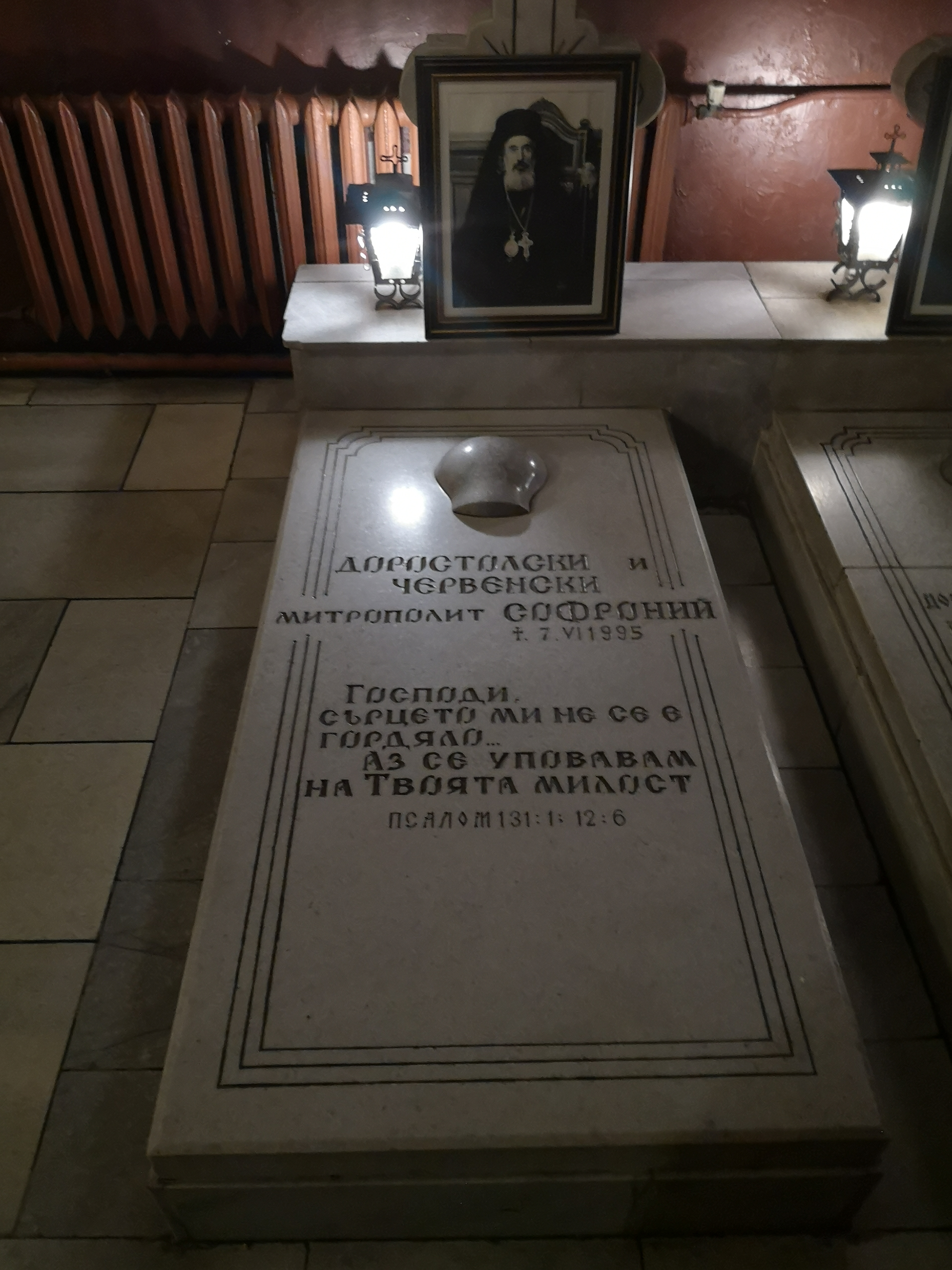
Nagrobek metropolity Sofroniusza

Sofroniusz, imię świeckie Stojczo Kojew Stojczew (ur. 2 listopada 1897 w Oreszaku, zm. 7 czerwca 1995 w Ruse) – bułgarski biskup prawosławny.

## Życiorys
W wieku trzynastu lat wstąpił jako posłusznik do Monasteru Trojańskiego. W 1914 został przyjęty do seminarium duchownego w Sofii, gdzie ukończył naukę przed 1920. 30 czerwca 1918 złożył wieczyste śluby mnisze, przyjmując imię Sofroniusz, przed ówczesnym przełożonym Monasteru Trojańskiego archimandrytą Klemensem. 25 stycznia 1919 metropolita Płowdiw Maksym wyświęcił go na hierodiakona. Od 1920 do 1923 hierodiakon Sofroniusz był nauczycielem w szkole prowadzonej przy monasterze. Następnie został przeniesiony do eparchii widyńskiej, gdzie 1 sierpnia 1923 został przełożonym monasteru św. Jana Chrzciciela w Łopuszanach. Po niecałym miesiącu służby, 22 sierpnia 1923, wyznaczono go na przełożonego monasteru Świętych Cyryla i Metodego w Klisurze, którym pozostawał dziesięć lat. W latach 1929–1933 był ponadto studentem wydziału teologicznego uniwersytetu w Sofii. W 1933 przyjął święcenia kapłańskie. W tym samym roku otrzymał godność archimandryty.
30 czerwca 1940 w soborze św. Aleksandra Newskiego w Sofii miała miejsce jego chirotonia na biskupa prowackiego, wikariusza eparchii widyńskiej, którym pozostawał przez 22 lata. W 1962 objął katedrę dorostolską i czerweńską z godnością metropolity. W 1971 kandydował na patriarchę Bułgarii; urząd objął metropolita łowecki Maksym. Urząd sprawował do 1994, gdy odszedł w stan spoczynku z uwagi na zły stan zdrowia. Zmarł w roku następnym i został pochowany w przedsionku soboru Trójcy Świętej w Ruse.